# إيفان تانر
إيفان تانر (بالإنجليزية: Evan Tanner) هو فنان قتال مختلط أمريكي، ولد في 11 فبراير 1971 في أماريلو في الولايات المتحدة، وتوفي في 5 سبتمبر 2008 في بالو فيردي في الولايات المتحدة بسبب ضربة الشمس.

## وصلات خارجية
- إيفان تانر على موقع يو إف سي (الإنجليزية)
- إيفان تانر على موقع شيردوغ (الإنجليزية)
- إيفان تانر على موقع Tapology.com (الإنجليزية)
- إيفان تانر على موقع IMDb (الإنجليزية)
- إيفان تانر على موقع قاعدة بيانات الفيلم (الإنجليزية)